# 5 Strzelecki Dywizjon Artylerii (Imperium Rosyjskie)
5 Strzelecki Dywizjon Artylerii - (ros. 5-го стрелковый артиллерийский дивизион) pododdział artylerii okresu Imperium Rosyjskiego. Dyslokacja w 1914: Suwałki (Сувалки).

## Przyporządkowanie 1 stycznia 1914
- 3 Korpus Armijny - (3 АК, 3 армейский корпус), Wilno
  - 5 Brygada Strzelców – Suwałki
    - 5 strzelecki dywizjon artylerii - (5-го стрелковый артиллерийский дивизион), Suwałki